# Hindsiclava macilenta
Hindsiclava macilenta är en snäckart som först beskrevs av Dall 1889.  Hindsiclava macilenta ingår i släktet Hindsiclava och familjen Turridae. Inga underarter finns listade i Catalogue of Life.